# John Holmstrom
Pour les articles homonymes, voir Holmstrom.
John Holmstrom est un dessinateur et auteur américain.
Avec Legs McNeil, il fonde  le fanzine Punk en décembre 1975.
Dans les années 1980, il travaille pour plusieurs publications comme Stop! Magazine, Comical Funnies, Twist, High Times et Heavy Metal magazine.
Il est aussi connu pour la réalisation des pochettes des albums Rocket to Russia et Road to Ruin des Ramones.